# Gemeine Hundsrute
Die Gemeine Hundsrute (Mutinus caninus) ist eine Pilzart aus der Familie der Stinkmorchelverwandten (Phallaceae). Der lateinische Name des Pilzes Mutinus caninus bedeutet übersetzt „Kleiner Hundepenis“ und nimmt auf das ähnliche Aussehen des Fruchtkörpers mit dem Penis der Hunde Bezug. Auch das Wort „Rute“ ist ein älteres Synonym für „Penis“.

## Merkmale

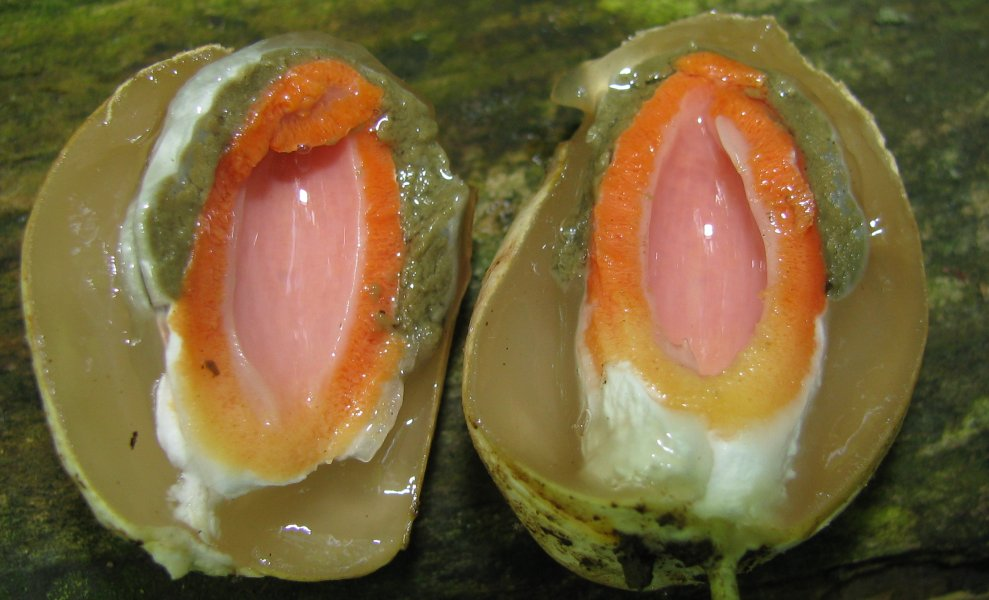
Ein längs halbiertes Hexenei der Gemeinen Hundsrute mit der Fruchtkörperanlage im Inneren

Die Fruchtkörper der Gemeinen Hundsrute bilden zunächst eiförmige, 3,5 cm hohe und 2,5 cm breite Hexeneier, aus denen im Verlaufe der Reifung das 6–15 cm hohe, etwa 1 cm starke Receptaculum hervorbricht. Das Receptaculum ist hell gefärbt, das Farbspektrum reicht von weiß nach blass ockerfarben oder blass rosa. Die rot gefärbte Spitze des Receptaculums ist mit der olivbraunen Gleba bedeckt. Der Geruch ist nur schwach ausgeprägt.

## Artabgrenzung
Aus Nordamerika wurden die Vornehme Hundsrute (Mutinus elegans) und die Himbeerrote Hundsrute (Mutinus ravenelii) eingeschleppt. Diese unterscheiden sich durch ein rot gefärbtes Receptaculum und einen starken Geruch nach Aas von der Gemeinen Hundsrute.

## Ökologie
Die Gemeine Hundsrute ist ein saprobiontischer Boden- und Holzbewohner, der in Mitteleuropa in verschiedenen Laub- und Nadelwäldern, Parkanlagen und Gärten auf frischen bis feuchten, humusreichen Böden, Holzabfällen oder morschen Baumstümpfen gefunden werden kann. In Mitteleuropa erscheinen die Fruchtkörper meist gesellig im Sommer und Herbst.

## Verbreitung
Die Gemeine Hundsrute kommt in Europa, dem Kaukasusgebiet, Ostasien und Nordamerika vor. In Europa ist sie vom Mittelmeergebiet bis Irland, Schottland und Skandinavien verbreitet.

## Bedeutung
Die Gemeine Hundsrute ist ungiftig, kommt aber wegen ihres für Menschen ekligen Geruchs als Speisepilz nicht in Frage.